# Adam Ounas
Adam Mohamed Ounas (Chambray-lès-Tours, 11 novembre 1996) è un calciatore francese naturalizzato algerino, di ruolo attaccante, svincolato. Con la nazionale algerina si è laureato campione d'Africa nel 2019.

## Caratteristiche tecniche
Mancino naturale, molto rapido e abile nel dribbling, può essere schierato su tutto il fronte offensivo, sebbene prediliga giocare come ala destra in un attacco a tre per potersi accentrare e calciare con il piede forte.

## Carriera

### Club

#### Gli inizi, Bordeaux
Viene promosso in prima squadra al Bordeaux all'inizio della stagione 2015-2016. Il 4 ottobre 2015, al suo esordio assoluto, trova subito la rete in Lorient-Bordeaux (3-2), valida per la nona giornata di Ligue 1. In seguito a ottime prestazioni fornite riesce a guadagnarsi un posto da titolare. Nelle sue due stagioni da professionista in Francia colleziona sessanta partite segnando dieci reti.

#### Napoli
Il 3 luglio 2017 viene acquistato a titolo definitivo dal Napoli, firmando un contratto quinquennale e scegliendo il numero 37.
Debutta in Serie A il 17 settembre 2017 subentrando nella gara interna contro il Benevento, in cui conquista il rigore del definitivo 6-0.
L'esordio assoluto in carriera in Champions League avviene esattamente un mese dopo l'esordio nel massimo campionato italiano, ovvero il 17 ottobre nel match perso 2-1 contro il Manchester City, subentrando nel secondo tempo al capitano Marek Hamšík.
Il 15 febbraio 2018 sigla la sua prima rete in maglia azzurra che segna il momentaneo vantaggio da parte dei Partenopei nella sconfitta interna per 1-3 contro il RB Lipsia nei sedicesimi di Europa League.
Il 7 ottobre 2018 mette a segno anche la sua prima marcatura in Serie A con la squadra partenopea nella vittoria interna per 2-0 contro il Sassuolo.

#### Nizza, Cagliari e Crotone
Il 30 agosto 2019 il calciatore viene acquistato dal Nizza in prestito per 2,2 milioni di euro e diritto di riscatto fissato a 19 milioni.
Il 5 ottobre 2020 viene ceduto nuovamente in prestito, questa volta al Cagliari.
Non trovando spazio in Sardegna, il 1º febbraio 2021 viene ceduto in prestito al Crotone. Trova il suo primo gol in maglia rossoblu 13 giorni dopo, nella sconfitta interna per 1-2 contro il Sassuolo.

#### Il ritorno al Napoli e il passaggio al Lille
Ritornato al Napoli ai primi di luglio 2021, la società decide di farlo rimanere. Il nuovo allenatore del Napoli, Luciano Spalletti, resta molto colpito dalle qualità del franco-algerino, decidendo di puntare su di lui, concedendogli un discreto minutaggio, e facendolo spesso entrare in partita in corso sia in campionato che in Europa League. 
Il 4 novembre 2021 trova il suo primo gol stagionale nella trasferta di Europa League contro il Legia Varsavia, contribuendo alla vittoria finale per 1-4.
Il 1º settembre 2022 viene ceduto a titolo definitivo al Lilla, con cui firma un contratto biennale con opzione per il terzo anno.

#### Al-Sadd
Rimasto senza squadra, il 2 novembre 2024 firma un contratto fino al 30 giugno 2025, con opzione per un'ulteriore stagione, con l'Al-Sadd, società della Qatar Stars League.

### Nazionale
Inizia a giocare con la selezione giovanile Under-20 della Francia, debuttando con gol l'11 novembre 2015 in una partita amichevole contro l'Inghilterra. Dopo un'altra presenza, contro la Rep. Ceca, decide di accettare la chiamata della nazionale maggiore dell'Algeria, suo paese d'origine, senza essere convocato per la Coppa d'Africa 2017.
Debutta nella nazionale maggiore algerina il 5 settembre 2017 subentrando nella gara interna contro lo Zambia (0-1), valida per le qualificazioni al campionato del mondo 2018.
Convocato per la Coppa d'Africa 2019, segna le sue prime reti in nazionale mettendo a referto una doppietta nel successo per 3-0 contro la Tanzania. Va segno anche nella sfida successiva, anch'essa vinta per 3-0, degli ottavi di finale contro la Guinea, in cui realizza la terza rete dell'Algeria pochi minuti dopo il proprio ingresso in campo. Resta in panchina nella finale vinta contro il Senegal.
Viene convocato anche per la Coppa d'Africa 2021, senza però mai scendere in campo poiché risultato positivo al COVID-19.

## Statistiche

### Presenze e reti nei club
Statistiche aggiornate al 17 febbraio 2025.
| Stagione        | Squadra         | Campionato      | Campionato | Campionato | Coppe nazionali | Coppe nazionali | Coppe nazionali | Coppe continentali | Coppe continentali | Coppe continentali | Altre coppe | Altre coppe | Altre coppe | Totale | Totale |
| Stagione        | Squadra         | Comp            | Pres       | Reti       | Comp            | Pres            | Reti            | Comp               | Pres               | Reti               | Comp        | Pres        | Reti        | Pres   | Reti   |
| --------------- | --------------- | --------------- | ---------- | ---------- | --------------- | --------------- | --------------- | ------------------ | ------------------ | ------------------ | ----------- | ----------- | ----------- | ------ | ------ |
| 2015-2016       | Bordeaux        | L1              | 23         | 5          | CF+CdL          | 2+3             | 0+1             | UEL                | 2                  | 0                  | -           | -           | -           | 30     | 6      |
| 2016-2017       | Bordeaux        | L1              | 26         | 3          | CF+CdL          | 2+2             | 0+1             | -                  | -                  | -                  | -           | -           | -           | 30     | 4      |
| Totale Bordeaux | Totale Bordeaux | Totale Bordeaux | 49         | 8          |                 | 9               | 2               |                    | 2                  | 0                  |             | -           | -           | 60     | 10     |
| 2017-2018       | Napoli          | A               | 7          | 0          | CI              | 2               | 0               | UCL+UEL            | 3+1                | 0+1                | -           | -           | -           | 13     | 1      |
| 2018-2019       | Napoli          | A               | 18         | 3          | CI              | 2               | 0               | UCL+UEL            | 2+4                | 0+1                | -           | -           | -           | 26     | 4      |
| 2019-2020       | Nizza           | L1              | 16         | 2          | CF+CdL          | 3+0             | 2               | -                  | -                  | -                  | -           | -           | -           | 19     | 4      |
| 2020-gen. 2021  | Cagliari        | A               | 7          | 0          | CI              | 3               | 0               | -                  | -                  | -                  | -           | -           | -           | 10     | 0      |
| gen.-giu. 2021  | Crotone         | A               | 15         | 4          | CI              | 0               | 0               | -                  | -                  | -                  | -           | -           | -           | 15     | 4      |
| 2021-2022       | Napoli          | A               | 15         | 0          | CI              | 0               | 0               | UEL                | 6                  | 2                  | -           | -           | -           | 21     | 2      |
| ago. 2022       | Napoli          | A               | 2          | 0          | CI              | 0               | 0               | UCL                | 0                  | 0                  | -           | -           | -           | 2      | 0      |
| Totale Napoli   | Totale Napoli   | Totale Napoli   | 42         | 3          |                 | 4               | 0               |                    | 16                 | 4                  |             | -           | -           | 62     | 7      |
| 2022-2023       | Lilla           | L1              | 21         | 1          | CF              | 1               | 0               | -                  | -                  | -                  | -           | -           | -           | 22     | 1      |
| 2023-2024       | Lilla           | L1              | 17         | 1          | CF              | 1               | 0               | UECL               | 4                  | 0                  | -           | -           | -           | 22     | 1      |
| Totale Lilla    | Totale Lilla    | Totale Lilla    | 38         | 2          |                 | 2               | 0               |                    | 4                  | 0                  |             |             |             | 44     | 2      |
| 2024-2025       | Al-Sadd         | QSL             | 0          | 0          | QSC+EQC         | 0               | 0               | ACL                | 5                  | 1                  |             |             |             | 5      | 1      |
| Totale carriera | Totale carriera | Totale carriera | 167        | 20         |                 | 21              | 4               |                    | 27                 | 5                  |             |             |             | 215    | 29     |

### Cronologia presenze e reti in nazionale
| Cronologia completa delle presenze e delle reti in nazionale ― Algeria | Cronologia completa delle presenze e delle reti in nazionale ― Algeria | Cronologia completa delle presenze e delle reti in nazionale ― Algeria | Cronologia completa delle presenze e delle reti in nazionale ― Algeria | Cronologia completa delle presenze e delle reti in nazionale ― Algeria | Cronologia completa delle presenze e delle reti in nazionale ― Algeria | Cronologia completa delle presenze e delle reti in nazionale ― Algeria | Cronologia completa delle presenze e delle reti in nazionale ― Algeria |
| Data                                                                   | Città                                                                  | In casa                                                                | Risultato                                                              | Ospiti                                                                 | Competizione                                                           | Reti                                                                   | Note                                                                   |
| ---------------------------------------------------------------------- | ---------------------------------------------------------------------- | ---------------------------------------------------------------------- | ---------------------------------------------------------------------- | ---------------------------------------------------------------------- | ---------------------------------------------------------------------- | ---------------------------------------------------------------------- | ---------------------------------------------------------------------- |
| 5-9-2017                                                               | Costantina                                                             | Algeria                                                                | 0 – 1                                                                  | Zambia                                                                 | Qual. Mondiali 2018                                                    | -                                                                      | 50’                                                                    |
| 16-10-2018                                                             | Cotonou                                                                | Benin                                                                  | 1 – 0                                                                  | Algeria                                                                | Qual. Coppa d'Africa 2019                                              | -                                                                      | 74’                                                                    |
| 16-11-2018                                                             | Lomé                                                                   | Togo                                                                   | 1 – 4                                                                  | Algeria                                                                | Qual. Coppa d'Africa 2019                                              | -                                                                      | 82’                                                                    |
| 22-3-2019                                                              | Blida                                                                  | Algeria                                                                | 1 – 1                                                                  | Gambia                                                                 | Qual. Coppa d'Africa 2019                                              | -                                                                      | 33’                                                                    |
| 26-3-2019                                                              | Blida                                                                  | Algeria                                                                | 1 – 0                                                                  | Tunisia                                                                | Amichevole                                                             | -                                                                      | 67’                                                                    |
| 11-6-2019                                                              | Doha                                                                   | Algeria                                                                | 1 – 1                                                                  | Burundi                                                                | Amichevole                                                             | -                                                                      | 68’                                                                    |
| 1-7-2019                                                               | Il Cairo                                                               | Tanzania                                                               | 0 – 3                                                                  | Algeria                                                                | Coppa d'Africa 2019 - 1º turno                                         | 2                                                                      | 74’                                                                    |
| 7-7-2019                                                               | Il Cairo                                                               | Algeria                                                                | 3 – 0                                                                  | Guinea                                                                 | Coppa d'Africa 2019 - Ottavi di finale                                 | 1                                                                      | 77’                                                                    |
| 11-7-2019                                                              | Suez                                                                   | Costa d'Avorio                                                         | 1 – 1 dts (3 – 4 dtr)                                                  | Algeria                                                                | Coppa d'Africa 2019 - Quarti di finale                                 | -                                                                      | 86’                                                                    |
| 12-11-2020                                                             | Algeri                                                                 | Algeria                                                                | 3 – 1                                                                  | Zimbabwe                                                               | Qual. Coppa d'Africa 2021                                              | -                                                                      | 70’                                                                    |
| 17-11-2020                                                             | Harare                                                                 | Zimbabwe                                                               | 2 – 2                                                                  | Algeria                                                                | Qual. Coppa d'Africa 2021                                              | -                                                                      | 79’                                                                    |
| 3-6-2021                                                               | Blida                                                                  | Algeria                                                                | 4 – 1                                                                  | Mauritania                                                             | Amichevole                                                             | 1                                                                      | 59’                                                                    |
| 6-6-2021                                                               | Blida                                                                  | Algeria                                                                | 1 – 0                                                                  | Mali                                                                   | Amichevole                                                             | -                                                                      | 67’                                                                    |
| 11-6-2021                                                              | Radès                                                                  | Tunisia                                                                | 0 – 2                                                                  | Algeria                                                                | Amichevole                                                             | -                                                                      | 81’                                                                    |
| 12-11-2021                                                             | Il Cairo                                                               | Gibuti                                                                 | 0 – 4                                                                  | Algeria                                                                | Qual. Mondiali 2022                                                    | -                                                                      | 63’                                                                    |
| 5-1-2022                                                               | Ar Rayyan                                                              | Algeria                                                                | 3 – 0                                                                  | Ghana                                                                  | Amichevole                                                             | 1                                                                      | 71’                                                                    |
| 4-6-2022                                                               | Algeri                                                                 | Algeria                                                                | 2 – 0                                                                  | Uganda                                                                 | Qual. Coppa d'Africa 2023                                              | -                                                                      | 69’                                                                    |
| 8-6-2022                                                               | Dar es Salaam                                                          | Tanzania                                                               | 0 – 2                                                                  | Algeria                                                                | Qual. Coppa d'Africa 2023                                              | -                                                                      | 46’                                                                    |
| 12-6-2022                                                              | Doha                                                                   | Iran                                                                   | 1 – 2                                                                  | Algeria                                                                | Amichevole                                                             | -                                                                      | 61’                                                                    |
| 23-9-2022                                                              | Bir El Djir                                                            | Algeria                                                                | 1 – 0                                                                  | Guinea                                                                 | Amichevole                                                             | -                                                                      | 72’                                                                    |
| 27-9-2022                                                              | Bir El Djir                                                            | Algeria                                                                | 2 – 1                                                                  | Nigeria                                                                | Amichevole                                                             | -                                                                      | 67’                                                                    |
| 16-11-2023                                                             | Baraki                                                                 | Algeria                                                                | 3 – 1                                                                  | Somalia                                                                | Qual. Mondiali 2026                                                    | -                                                                      | 46’                                                                    |
| 19-11-2023                                                             | Maputo                                                                 | Mozambico                                                              | 0 – 2                                                                  | Algeria                                                                | Qual. Mondiali 2026                                                    | -                                                                      | 74’                                                                    |
| 5-1-2024                                                               | Lomé                                                                   | Togo                                                                   | 0 – 3                                                                  | Algeria                                                                | Amichevole                                                             | -                                                                      | 68’                                                                    |
| 15-1-2024                                                              | Bouaké                                                                 | Algeria                                                                | 1 – 1                                                                  | Angola                                                                 | Coppa d'Africa 2023 - 1º turno                                         | -                                                                      | 67’                                                                    |
| 20-1-2024                                                              | Bouaké                                                                 | Algeria                                                                | 2 – 2                                                                  | Burkina Faso                                                           | Coppa d'Africa 2023 - 1º turno                                         | -                                                                      | 74’                                                                    |
| 23-1-2024                                                              | Bouaké                                                                 | Mauritania                                                             | 1 – 0                                                                  | Algeria                                                                | Coppa d'Africa 2023 - 1º turno                                         | -                                                                      | 62’                                                                    |
| 9-1-2024                                                               | Lomé                                                                   | Burundi                                                                | 0 – 4                                                                  | Algeria                                                                | Amichevole                                                             | -                                                                      | 72’                                                                    |
| Totale                                                                 |                                                                        | Presenze                                                               | 28                                                                     |                                                                        | Reti                                                                   | 5                                                                      |                                                                        |

## Palmarès

### Club
- Campionato qatariota: 1

Al-Sadd: 2024-2025

### Nazionale
- Coppa d'Africa: 1

2019